# Freilassinger Hütte
Die Freilassinger Hütte ist eine Schutzhütte der Sektion Freilassing des Deutschen Alpenvereins. Sie liegt auf 1550 m ü. A. Höhe am Südrand des Tennengebirges. Der 1934 erbaute Stützpunkt wird als Selbstversorgerhütte geführt und ist Ausgangspunkt für zahlreiche Kletterrouten, Rundtouren und Überschreitungen sowie für Wanderungen auf dem Hochplateau. Im Winter sind Skitouren möglich, außerdem führt eine Skipiste vorbei.

## Zugänge
- Von Werfenweng-Zaglau über den Weg zur (privaten) Strussing-Hütte, Gehzeit: 1½ Stunden

## Übergänge
- Söldenhütte (1530 m) über Laubichlalm, Gehzeit: 1 Stunde
- Anton-Proksch-Haus (1590 m) über Höhenweg, Gehzeit: 20 Minuten

## Gipfelbesteigungen
- Tauernkogel (2247 m), Gehzeit: 3 Stunden
- Eiskogel (2321 m), Gehzeit: 3½ Stunden
- Bleikogel (2412 m), Gehzeit: 5 Stunden
- Bischlinghöhe (1834 m), Gehzeit: 1 Stunde
- Frommerkogel (1882 m), Gehzeit: 2½ Stunden

### Skitouren
- auf Eiskogel und Tauernkogel
- zur Söldenhütte